# Pseudophyllus neriifolius
Pseudophyllus neriifolius är en insektsart som först beskrevs av Lichtenstein 1796.  Pseudophyllus neriifolius ingår i släktet Pseudophyllus och familjen vårtbitare. Inga underarter finns listade i Catalogue of Life.